# Handelsgericht
Handelsgerichte dienen der Beilegung von handelsrechtlichen Streitigkeiten. Nach dem Vorbild der französischen Tribunaux de commerce wurden spätestens im 19. Jahrhundert in fast allen europäischen Staaten Spruchkörper eingerichtet, die zu einem Teil, überwiegend oder gar ausschließlich mit Kaufleuten besetzt waren. Noch heute haben europäische Staaten Handelsgerichte in unterschiedlichen Formen und Zuständigkeiten.

## Richter
Richter, die an Handelsgerichten tätig sind, können hauptberufliche, nebenberufliche oder ehrenamtliche Richter sein. Die nebenamtlich oder ehrenamtlich tätigen Handelsrichter werden auch als Fachrichter bezeichnet. Die Ergänzung der Gerichte mit nebenamtlichen Richtern wird dabei als fachliche Ergänzung der Gerichte gesehen.

## Gerichte

### Frankreich
1807 wurde in Frankreich der Code de commerce (das Handelsgesetzbuch) als Teil der napoleonischen Gesetzbücher erlassen. Art. 615 regelte die Einführung von Handelsgerichten (Tribunaux de commerce). Diese Regelung galt auch für das von Frankreich annektierte Linke Rheinufer. Gemäß Art. 618 wurden die Mitglieder durch die Kaufmannschaft gewählt. Es handelte sich nicht um Berufsrichter, sondern um Kaufleute.

### Deutschland

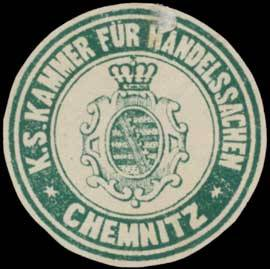
Siegelmarke Königlich Sächsische Kammer für Handelssachen Chemnitz

Seit 1718 bestand das Ostpreußische Commerz- und Admiralitätskollegium.
Es gibt in Deutschland sogenannte Kammern für Handelssachen, die nach den §§ 93 bis 114 Gerichtsverfassungsgesetz (GVG) an den Landgerichten gebildet werden können und in der Regel auch gebildet wurden. Eine solche Kammer besteht aus einem Berufsrichter und zwei Handelsrichtern (§ 105 Abs. 1 GVG). Diese Kammern sind zuständig, soweit ein Rechtsstreit unter Kaufleuten vorliegt, aber auch bei Streitigkeiten aus einem Wechsel im Sinne des Wechselgesetzes, auf Grund des Scheckgesetzes, auf Grund des Gesetzes gegen den unlauteren Wettbewerb (UWG) und auf dem Bereich des Marken- und Geschmacksmusterrechts. Die Kammern werden nur auf Antrag einer der Parteien tätig (§ 96 Absatz 1, § 98 GVG).

### Schweiz
Nach Artikel 6 der Schweizerischen Zivilprozessordnung von 2008 «können [die Kantone] ein Fachgericht bezeichnen, welches als einzige kantonale Instanz für handelsrechtliche Streitigkeiten zuständig ist (Handelsgericht)». Sie ermöglicht damit, dass diejenigen Kantone, die schon in ihren früheren kantonalen Zivilprozessordnungen ein Handelsgericht kannten, dieses beizubehalten. Von dieser Kompetenz machen die Kantone Zürich, Bern, Aargau und St. Gallen in ihren jeweiligen Gerichtsorganisationsgesetzen Gebrauch.

#### Kanton Zürich
Das Zürcher Handelsgericht besteht auf der Grundlage des Zürcher Gesetzes über die Gerichts- und Behördenorganisation im Zivil- und Strafprozess (GOG). Es setzt sich derzeit aus acht Oberrichtern und 70 Handelsrichtern zusammen. Für die Behandlung der einzelnen Rechtsstreitigkeiten wird es mit zwei Oberrichtern sowie drei Handelsrichtern besetzt, soweit es nicht als Einzelgericht entscheidet. Die Handelsrichter sind Personen mit vertiefter Sachkunde aus ihrer hauptberuflichen Tätigkeit; sie sind im Nebenamt tätig.
Das Handelsgericht ist gemäß § 44 GOG zuständig für handelsrechtliche Streitigkeiten sowie solche aus dem Recht der Handelsgesellschaften und Genossenschaften, deren Streitwert mindestens Fr. 30'000 beträgt; Streitigkeiten im Zusammenhang mit geistigem Eigentum; kartellrechtliche Streitigkeiten; Streitigkeiten über den Gebrauch einer Firma; Streitigkeiten nach dem Bundesgesetz über den unlauteren Wettbewerb (sofern der Streitwert mehr als Fr. 30'000 beträgt oder sofern der Bund sein Klagerecht ausübt); Streitigkeiten nach dem Kernenergiehaftpflichtgesetz; sowie Streitigkeiten nach dem Bundesgesetz über die kollektiven Kapitalanlagen und nach dem Börsengesetz. Als Einzelgericht des Handelsgerichts entscheidet es über die Einsetzung eines Sonderprüfers; über die Anordnung vorsorglicher Maßnahmen vor Eintritt der Rechtshängigkeit einer Klage; Streitigkeiten im summarischen Verfahren aus Gesellschaftsrecht, deren Streitwert mindestens Fr. 30'000 beträgt; sowie über den Rechtsschutz in klaren Fällen im Zuständigkeitsbereich des Handelsgerichts.
Seines großen Ansehens in Justiz und Wirtschaft ungeachtet, geriet das Zürcher Handelsgericht Anfang 2009 in die Kritik, als der Zürcher Anwalt Daniel Schwander, vormals Sekretär am Gericht, in einem Buch die Auswahl der Richter und die Zuordnung der Streitsachen zu den einzelnen Kammern kritisierte. Nachdem hierüber überregionale Zeitungen berichteten, kam es zu einer kantonsrätlichen Anfrage an den Zürcher Regierungsrat.

### Österreich
Das Handelsgericht Wien ist im City Tower Vienna untergebracht.

### Russland
In Russland heißen die für Handelssachen zuständigen Gerichte Arbitragegerichte.

## Handelsrichter
Die Handelsrichter haben nationale Verbände gebildet, die ihrerseits in einer Europäischen Union der Richter in Handelssachen (Union Européenne des Magistrats Consulaire) zusammengeschlossen sind.